# Дженсен Хуанг
Дженсен Хуанг (кит. трад. 黃仁勳, піньїнь: Huáng Rénxūn, акад. Хуан Женьсюнь; нар. 17 лютого 1963) — американський підприємець тайванського походження, співзасновник, президент і головний виконавчий директор компанії NVIDIA.

## Біографія

### Ранні роки
Хуан Женьсюнь народився 17 лютого 1963 року в місті Тайнань Китайської Республіки. Коли Хуангу було 6 років, його сім'я переїхала в Бангкок (Таїланд). В кінці 1960-х років після поїздки в Нью-Йорк в рамках програми підвищення кваліфікації його батько вирішив відправити дітей до США. У 1972 році 9-річний Дженсен і його 10-річний старший брат переїхали до дядька і тітки в місто Такома, штат Вашингтон. Родичі направили братів до баптистської школи-інтерната «Онейда» в східному Кентуккі, а пізніше сім'я Хуанг возз'єдналася в штаті Орегон, де Дженсен закінчив розташовану в Бівертоні старшу школу «Алоха» .

### Освіта та кар'єра
У старшій школі Хуанг зацікавився комп'ютерними технологіями і продовжив своє навчання в Університеті штату Орегон, де вивчав інформатику та проектування інтеґральних схем. Отримавши в 1984 році ступінь бакалавра електротехніки, Хуанг почав кар'єру в компанії Advanced Micro Devices (AMD) на позиції проектувальника мікросхем. З AMD він перейшов в LSI Logic Corporation, де на різних посадах пропрацював до 1993 року. Зокрема, Хуанг очолював Coreware-підрозділ LSI Logic, що відповідав за розвиток технології систем на кристалі. У 1992 році Хуанг отримав ступінь магістра електротехніки в Стенфордському університеті.

### NVIDIA

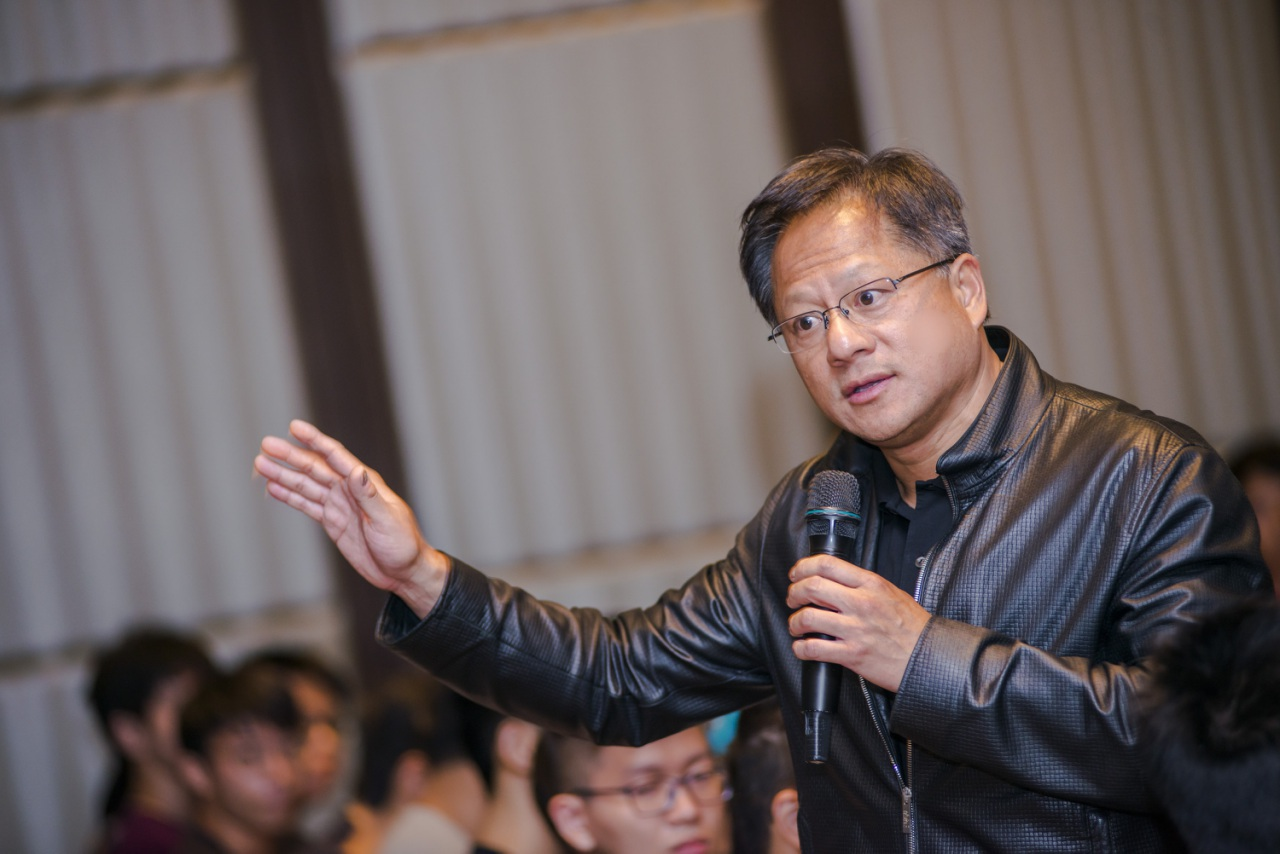
Виступ на виставці Computex у травні 2016 року

У 1993 році Хуанг разом зі своїми друзями Крісом Малаховські і Кертісом Премом, які працювали інженерами в Sun Microsystems, заснували власну компанію Nvidia зі стартовим капіталом в 40 тисяч доларів. З квітня 1993 року Хуанг посів у новоствореній компанії позиції президента і головного виконавчого директора і увійшов до Ради директорів. Компанія зосередилася на ринку графічних процесорів (GPU), залучила інвестиції від фондів Sequoia Capital і Sutter Hill Ventures і в 1995 році вийшла на ринок з мультимедійною картою NV1. Перший продукт виявився комерційно неуспішним, але NVIDIA продовжила розробки, в 1997 році представила вдалу RIVA 128, а потім у 1999 році — GeForce 256.
Якщо в 1996 році на ринку графічних прискорювачів конкурували близько 30 компаній, то в першій половині 2000-х сформувалася дуополія NVIDIA і канадської компанії ATI . У другій половині десятиліття після продажу ATI компанії Advanced Micro Devices NVIDIA закріпилася як лідер і на 2018 рік зберігала статус найбільшого в світі виробника дискретної графіки з часткою ринку в 74,3% . У 2006 році NVIDIA представила програмно-апаратну архітектуру для паралельних обчислень на графічних процесорах CUDA, можливості якої були найбільш повно втілені в прискорювачах обчислень Tesla. На 2018 рік Tesla були впроваджені в 127 з 500 суперкомп'ютерів, що входять в рейтинг найшвидших пристроїв цього типу Top500 .
Під керівництвом Хуанга NVIDIA фокусується на чотирьох основних ринках: ігрових рішень, професійної візуалізації, рішеннях для дата-центрів і автомобільного ринку. В останні роки[коли?] важливим фокусом для компанії став ринок штучного інтелекту.

## Особисте життя

### Сім'я
Зі своєю майбутньою дружиною Лорі Міллс Хуанг познайомився, коли його призначили її підопічним в лабораторії основ електротехніки Університету штату Орегон. Весілля відбулося через 5 років. Пара виховала сина Спенсера і дочку Медісон.
Примітно, що Хуанг пов'язаний спорідненістю з президентом і головним виконавчим директором найбільшого конкурента NVIDIA — компанії Advanced Micro Devices. З 2014 року AMD очолює Ліза Су - двоюрідна племінниця Хуанга.

### Статок
Станом на вересень 2020 року Forbes оцінював статки Хуанга в 11,6 мільярда доларів. За оцінкою журналу, він займав 361-е місце в рейтингу мільярдерів 2020 року, 51-е місце в списку найбагатших американців « Форбс 400 » 2020 року і 61-е місце в списку найбагатших представників технологічної галузі за 2020 рік. З річного звіту Nvidia за 2016 рік виходить, що Хуангу прямо та опосередковано, особисто і разом з дружиною належить 4,02% капіталу компанії. Його винагорода як президента і головного виконавчого директора Nvidia за 2017 рік склала 996 тисяч доларів, бонуси - близько 11,2 мільйона доларів.

### Благодійність
Хуанг і його дружина активно займаються благодійністю, підтримуючи проекти в сфері освіти і точних наук. У 2008 році вони надали 5 мільйонів доларів фінансування для створення в "Орегонському университеті здоров'я і науки" лабораторії з вивчення раку імені Джеймса Міллса - батька Лорі, який з 2001 року боровся з хронічним мієлоїдним лейкозом. У 2008-2010 роках на їх 30-мільйонне цільове пожертвування в Стенфордському університеті був побудований Інженерний центр імені Дженсена Хуанга за проектом Портлендського архітектурного бюро Bora Architects. У 2014 році Хуанги направили 1 мільйон доларів відділенню некомерційної організації City Year в Сан-Хосе, штат Каліфорнія, яка надає менторську та академічну допомогу учням. Це стало найбільшим разовим пожертвуванням в історії цього НКО. Також спільно з Меліндою Гейтс Дженсен і Лорі підтримують діяльність AI4ALL-соціально-орієнтованої організації, яка веде просвітницьку роботу на тему штучного інтелекту серед жінок.

### Громадська діяльність
З 1999 року Хуанг входив до опікунської ради аналітичного центру RAND, зайнятого розробками з метою суспільного благополуччя і національної безпеки. У 2005 році він був обраний до Ради директорів найбільшого американського галузевого об'єднання — Асоціації напівпровідникової промисловості. Також Хуанг є членом «Комітета 100», що виступає за розширення культурних зв'язків між США та Китайською Народною Республікою.

## Визнання
Хуанг є фелло своєї альма-матер, Університету штату Орегон, а також має ступінь почесного доктора Університету штату Орегон і Національного університету Чао Тан   в Сіньчжу, Тайвань.
Досягнення Хуанга в галузі технологічного підприємництва були відзначені безліччю почесних звань. У 2000 році консалтингова компанія Ernst & Young вибрала його «Підприємцем року в сфері високих технологій». У 2002 році Університет Південної Каліфорнії удостоїв Хуанга премії за досягнення в технологічному менеджменті імені Даніеля Епштейна (Daniel Epstein Engineering Management Award). У 2004 році Асоціація напівпровідникових фаблесс-компаній вручила йому нагороду за видатне лідерство імені Морріса Чанга  (Mr. Morris Chang Exemplary Leadership Award). У 2007 році фонд Silicon Valley Education Foundation удостоїв Хуанга премії за досягнення в бізнесі і філантропії Pioneer Business Leader Award. У 2016 році Forbes назвав Хуанга одним з видатних підприємців, що визначають розвиток цілих галузей високих технологій в рамках списку Global Game Changers. Harvard Business Review в рамках щорічного рейтингу неодноразово включав Хуанга в число кращих головних виконавчих директорів світу. У 2018 році журнал Data Economyst включив Хуанга в список 50 найбільш впливових людей в індустрії периферійних обчислень  EDGE 50.